# Богоявленский переулок
Богоявле́нский переу́лок (с 1930 по 1938 год — Блю́херовский переу́лок или переу́лок Блю́хера, с 1939 по 1992 год — Ку́йбышевский прое́зд) — переулок в Центральном административном округе города Москвы, в Китай-городе. Проходит от Никольской улицы до улицы Ильинки, лежит между Ветошным переулком и Большим Черкасским переулком параллельно первому, пересекает Старопанский переулок. Нумерация домов ведётся от Никольской.

## Происхождение названия
Название XIII—XIV веков, по Богоявленскому монастырю.

## История
Богоявленский монастырь, наряду с Даниловым монастырём, — древнейший в Москве, — был основан в 1296 году первым удельным московским князем Даниилом Александровичем. Сначала храм был деревянным; каменный храм был построен по распоряжению Ивана Калиты. Одним из первых игуменов был старший брат Сергия Радонежского Стефан.
В 1920-е годы монастырь был закрыт, часть строений — снесена. Главный храм служил складом, затем — общежитием, затем — производственным цехом.
В мае 1991 года храм возвращён Русской Церкви; были произведены обширные реставрационые работы сохранившегося собора и палат XVIII—XIX веков.
В 1930 году был переименован в Блюхеровский переулок в честь советского военачальника В. К. Блюхера. После его репрессирования и расстрела переименован в Куйбышевский проезд по находящейся рядом улице Куйбышева, как тогда называли Ильинку. В 1992 году переулку возвращено его историческое название.
В 1842 году купцы 1-й гильдии Гавриил и Алексей Чижовы, приобретают у потомков надворного советника Петра Алексеевича Кусовникова (1766—1834) и Арины Ивановны Кусовниковой (1762—1832), участок ограниченный улицами: Никольская, Богоявленский переулок, Старопанский переулок и Большой Черкасский переулок.
В 1844—1854 годах Чижовы строят существующее здание по периметру участка. Внутри его сохранилось здание Успенской церкви (её можно увидеть, зайдя во двор со стороны Никольской улицы), выстроенной Салтыковыми в 1691 году — она была их домовой церковью.
В здании на углу Богоявленского переулка и Никольской улицы, располагался магазин "Товарищества высшей парфюмерии «А Ралле и Ко», где работал знаменитый парфюмер Эрнест Эдуардович Бо — создатель знаменитых духов Шанель № 5.

## Примечательные здания и сооружения
По нечётной стороне располагается Ново-Чижовское (Чижевское) подворье:
- № 1/8, стр. 1А, 1Б — Доходный дом Чижовского подворья (в основе — усадьба Салтыковых) (1760-е гг.; 1849; 1860-е; 1947 — устройство в первом этаже прохода к вестибюлю станции метро «Площадь Революции»; нач. XX в.). В советский период — военное общежитие (3-й дом Реввоенсовета), где жили, в частности, М. Н. Тухачевский, С. М. Тимошенко и К. К. Рокоссовский.[2] Ценный градоформирующий объект[3]
- № 1 стр. 2/8 —
- № 1/8, стр. 3В, 3Г, 3Д — Доходный дом Чижовского подворья (1870; 1881, архитектор А. В. Петров, Д. А. Гущин, В. А. Гамбурцев; нач. XX в.), ценный градоформирующий объект[3]
- № 1/8, стр. 4 — Дом доходный Чижовского подворья (XIX в.; 1898, архитектор Н. А. Тютюнов)[3]
- № 1/8, стр. 5 — Храм Успения Пресвятой Богородицы на Чижовском подворье (1691), объект культурного наследия федерального значения[3]. Переход (во дворе) построен в 1902 году по проекту архитектора Б. Н. Шнауберта. Первоначально церковь выходила на Никольскую улицу, но после постройки комплекса зданий Чижовского подворья оказалась от неё отделённой.
- № 3, стр. 1 —
- № 3, стр. 4 — Дом доходный Ново-Чижовского подворья (1850-е, архитектор Л. Н. Львов, 1890-е)[3]
- № 5/1 — Доходный дом Товарищества Даниловской мануфактуры (1878, архитектор М. П. Степанов); угол со Старопанским переулком
- № 7/3 — Здание Казначейства РФ. Бывшее подворье Иосифо-Волоколамского монастыря. Построено в 1882 г. архитектором А. С. Каминским.

По чётной стороне:
- № 2, стр. 1 — Федеральная служба охраны. Четырёхэтажное монументальное административное здание в стиле сталинской неоклассики построено в 1950-х годах[4].
- № 2, стр. 4 — Богоявленский собор. Феодосьевский придел собора построен в 1903 году архитектором Н. Н. Благовещенским
- № 6, стр. 1, 2 — Богоявленские торговые ряды («Богоявленские линии») (1870-е гг)[3][4].
  - № 6, стр. 1 — Южный корпус Богоявленских торговых линий (1871)[3]. В основном снесён в 2000-е гг. вместе с соседними корпусами Тёплых торговых рядов.
  - № 6, стр. 2 — Северный корпус Богоявленских торговых линий (1871)[3]. Сейчас — Департамент жилищно-коммунального хозяйства и благоустройства города Москвы.
- № 8, стр. 1, 2 — фасадные фрагменты корпусов Тёплых торговых рядов (1865 г.), в основном снесённых в 2000-е гг.